# C20H28O5
化学式C20H28O5（摩尔质量：348.43 g/mol）可能指：
- 巨大戟醇，CAS号：30220-46-3
- 合葎草酮（法语：Cohumulone）（类葎草酮），CAS号：74346-96-6

|  | 这个同类索引页列出了具有相同分子式的化学物（即同分異構體）条目。 除非您是有意链接至本页，否则应将相应条目的内部链接指向正确的条目。 |